# Новый Мамрач
Новый Мамрач — село в Сулейман-Стальском районе республики Дагестан. Входит в состав сельсовета «Герейхановский».

## География
Расположено в 14 км к северо-востоку от районного центра села Касумкент, на левом берегу реки Чирагчай, примыкает с юга к селу Советское Магарамкентского района.

## Население
В 2015 году в селе было 480 хозяйств.

## История
Село образовано в 2015 году решением Народного собрания Республики Дагестан. Название дано в связи с расположением рядом с селом Советское, которое ранее носило название Мамрач (Мамраш).